# Ichneumonidae
Ichneumonidae, takođe poznate kao ihneumon ose,  ihneumonid ose, ihneumonidi, ili Darvinove ose, su familija parazitoidnih osa insektnog reda Hymenoptera. One su jedna od najraznovrsnijih grupa unutar Hymenoptera sa otprilike 25.000 trenutno opisanih vrsta. Međutim, ovo verovatno predstavlja manje od četvrtine njihovog pravog izobilja, jer nedostaju pouzdane procene, zajedno sa većinom najosnovnijih znanja o njihovoj ekologiji, distribuciji i evoluciji. Procenjuje se da u ovoj porodici ima više vrsta nego što ima vrsta ptica i sisara zajedno. Ihneumonidne ose, sa vrlo malim izuzecima, napadaju nezrele stadijume holometabolnih insekata i pauka, na kraju ubijajući svoje domaćine. One stoga imaju važnu ulogu kao regulatori populacija insekata, kako u prirodnim tako i u polu-prirodnim sistemima, što ih čini obećavajućim agensima za biološku kontrolu.

## Spoljašnje veze
- Long Family Description Many illustrations from John Curtis British Entomology
- Fauna Europaea
- Ichneumonidae:Classification of afrotropical ichneumonid wasps. Extensive use of images.
- Family Ichneumonidae at EOL Comprehensive taxonomic resource and image database
- Images of Ichneumonidae species in New Zealand
- W.Rutkies Архивирано на веб-сајту  (15. фебруар 2019) Images. Authority id.
- Genera Ichneumonorum Nearctica. Morphology of Ichneumonidae